# Ophiorrhiza amnicola
Ophiorrhiza amnicola är en måreväxtart som beskrevs av Karl Moritz Schumann. Ophiorrhiza amnicola ingår i släktet Ophiorrhiza och familjen måreväxter.
Artens utbredningsområde är Papua Nya Guinea. Inga underarter finns listade i Catalogue of Life.